# 艾根特·沙烏
艾根特·沙烏（英語：Agent Sawu，1971年10月24日—），津巴布韋职业足球运动员，现已退役，現在他是坦博宇宙隊 助教。

## 赛事生涯
在参加中国、塞浦路斯、南非和瑞士的比赛前，艾根特·沙烏一度在津巴布韦的俱乐部踢球。他在2009年在执教生涯前着手花时间与足球超级联赛俱乐部布什雄鹿队和德班星。

### 国际赛事
他是津巴布韋國家隊參加2004年非洲國家杯的成員，球隊最後在分組賽出局。